# Battaglia di Custoza (1866)
La battaglia di Custoza del 24 giugno 1866 fu la battaglia che diede inizio alla terza guerra d'indipendenza italiana. Fu la prima battaglia del Regno d’Italia e si concluse con la sconfitta italiana.
Potenzialmente superiori di numero, le truppe comandate dal generale Alfonso La Marmora si trovarono divise di fronte agli austriaci comandati dall'arciduca Alberto; e, nonostante il re Vittorio Emanuele II avesse ordinato alle truppe stanzianti a pochi chilometri dalla battaglia di muoversi, il generale Enrico Morozzo Della Rocca non lo fece richiamandosi agli ordini di tenere la posizione di La Marmora.
La sconfitta ebbe una grande eco nel Paese e determinò la fine della carriera militare e politica di La Marmora. Non fu tuttavia decisiva perché la Prussia, alleata dell’Italia, sconfisse a sua volta l’Austria sul fronte settentrionale della guerra.

## Dallo scoppio della guerra a Custoza
L'alleanza italo-prussiana, siglata l'8 aprile 1866, aveva sancito l'obbligo di cooperazione militare fra Italia e Prussia contro l’Austria. Prevedeva l’impegno dell’Italia a soccorrere immediatamente la Prussia in caso di guerra di quest’ultima con l’Austria. In caso di vittoria dell’alleanza l’Italia avrebbe ricevuto il Veneto austriaco e la Prussia territori austriaci con numero di popolazione corrispondente.
Sicura della neutralità francese, già il 1º giugno 1866, contravvenendo alla convenzione di Gastein, l'Austria dichiarò la Dieta di Francoforte (che controllava) competente sulla decisione circa i ducati danesi. La Prussia dichiarò violata la convenzione di Gastein e occupò militarmente il ducato dell'Holstein. Quest'ultimo era stato assegnato dalla convenzione all'Austria, le cui truppe si ritirarono senza sparare. Il 12 giugno Vienna ruppe le relazioni diplomatiche con Berlino e il 14 presentò alla Dieta una mozione per la mobilitazione federale contro la Prussia. Berlino dichiarò allora sciolta la Confederazione germanica e il 15 fece avanzare l'esercito verso sud invadendo la Sassonia che si era schierata con l'Austria. Il 16 il conflitto era, di fatto, iniziato.
In ottemperanza agli accordi dell'alleanza, il presidente del Consiglio Alfonso La Marmora trasmise la dichiarazione di guerra a Vienna il 20 giugno 1866, con data di inizio delle ostilità 23 giugno. Il 21, intanto, le truppe prussiane erano arrivate al confine settentrionale dell'Austria, mentre a Firenze, nominato capo di Stato Maggiore e sostituito al governo da Bettino Ricasoli, La Marmora fu inviato sul campo. Le truppe italiane invasero il territorio austriaco il 23 giugno.
La Prussia voleva colpire al cuore l'avversario trascurando le operazioni secondarie e puntare da nord sul Danubio e Vienna. Analogamente chiese all'esercito italiano di avanzare risolutamente e giungere con il grosso delle forze a Padova. Da qui le divisioni avrebbero proseguito verso l'Isonzo, appoggiate dalla flotta e sostenute sul fianco destro dell'avanzata da una spedizione di Giuseppe Garibaldi in Dalmazia e dall'insurrezione ungherese che sarebbe stato opportuno provocare.
La proposta prussiana si scontrò, oltre che con le carenze della flotta italiana, soprattutto con la mancanza di unità di comando dell'esercito. Comandante supremo era re Vittorio Emanuele II e suo capo di stato maggiore Alfonso La Marmora, ma l'esercito era diviso in due masse: per agire dal Mincio e dal basso Po. Fautore dell'azione dal Po era il generale Enrico Cialdini, che esigeva la massima autonomia e al quale fu affidata l'impresa di attaccare gli austriaci da sud con 8 divisioni presso Ferrara. Mentre La Marmora, sostenitore dell'azione dal Mincio, comandava, di fatto, solo le altre 12 divisioni disponibili.

## Le forze in campo

### Lo schieramento italiano

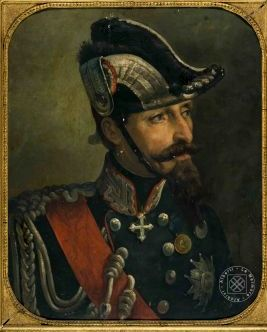
La sconfitta italiana fu attribuita essenzialmente al generale Alfonso La Marmora.

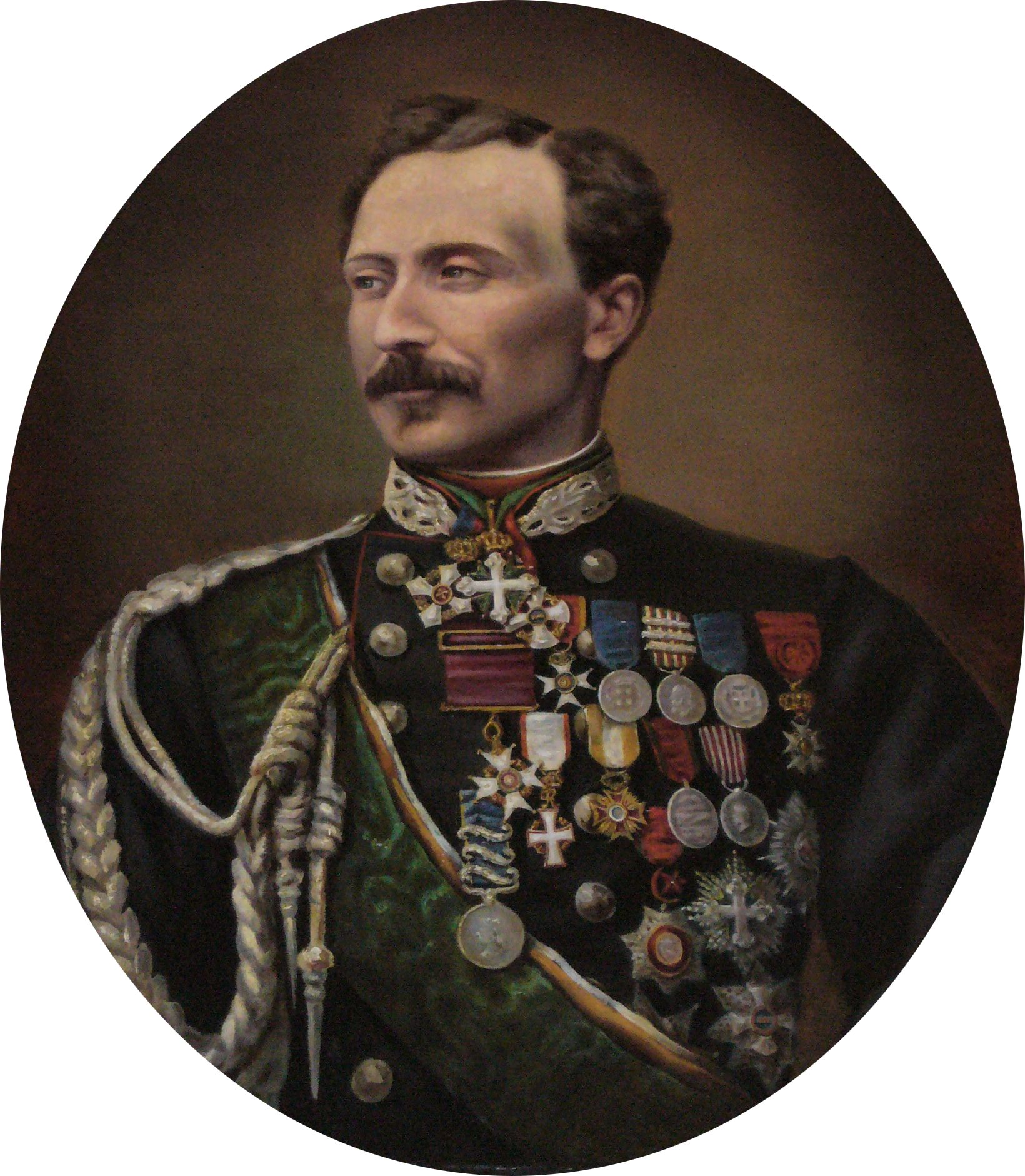
Giuseppe Govone, comandante della 9ª Divisione, tenne strenuamente la posizione a Custoza e fu ferito in battaglia.

Il comando supremo delle truppe spettava a Vittorio Emanuele II, al cui fianco assunse il comando dello stato maggiore il generale La Marmora. Vittorio Emanuele II si mosse per partecipare personalmente alle operazioni militari, lasciando la luogotenenza del Regno al principe Eugenio e raggiungendo il quartier generale a Cremona.
La Marmora distribuì le sue 12 divisioni in tre corpi d'armata di quattro divisioni ciascuno. Il primo e il terzo, rispettivamente comandati dal generale Giovanni Durando e dal generale Enrico Morozzo Della Rocca furono quelli ingaggiati per primi. Il secondo era comandato dal generale Domenico Cucchiari.
La composizione delle forze italiane di La Marmora sul Mincio era la seguente:
- Il 1º Corpo d'armata, al comando di Giovanni Durando e formato dalla 1ª Divisione di Enrico Cerale, dalla 2ª Divisione di Giuseppe Salvatore Pianell (ex generale borbonico), dalla 3ª Divisione di Filippo Brignone, dalla 5ª Divisione di Giuseppe Sirtori (ex garibaldino) e dalla 1ª Brigata di cavalleria di Alibardi Ghilini;
- Il 2º Corpo d'armata, al comando di Domenico Cucchiari (toscano) e formato dalla 4ª Divisione di Alessandro Nunziante (ex borbonico), dalla 6ª Divisione di Enrico Cosenz (ex borbonico ed ex garibaldino), dalla 10ª Divisione di Diego Angioletti (toscano), dalla 19ª Divisione di Longoni e da una brigata di cavalleria;
- Il 3º Corpo d'armata, al comando di Enrico Morozzo Della Rocca e formato dalla 7ª Divisione di Nino Bixio (ex garibaldino), dalla 8ª Divisione di Efisio Cugia, dalla 9ª Divisione di Giuseppe Govone, dalla 16ª Divisione di Umberto di Savoia (principe ereditario) e da una brigata di cavalleria[6].

### Lo schieramento austriaco

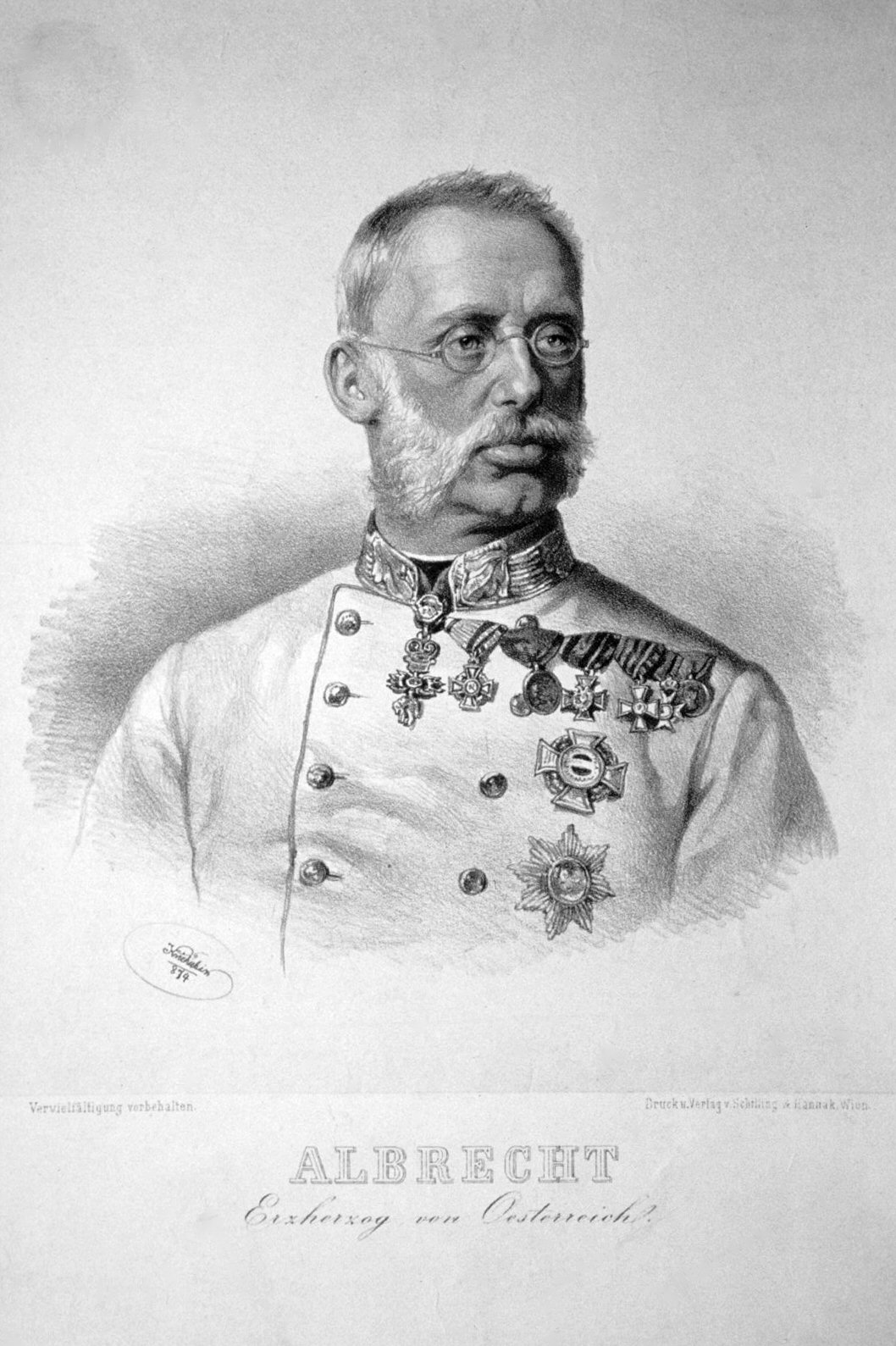
Alberto d'Asburgo-Teschen concentrò le sue forze su una parte dell'armata di La Marmora, battendola a Custoza.

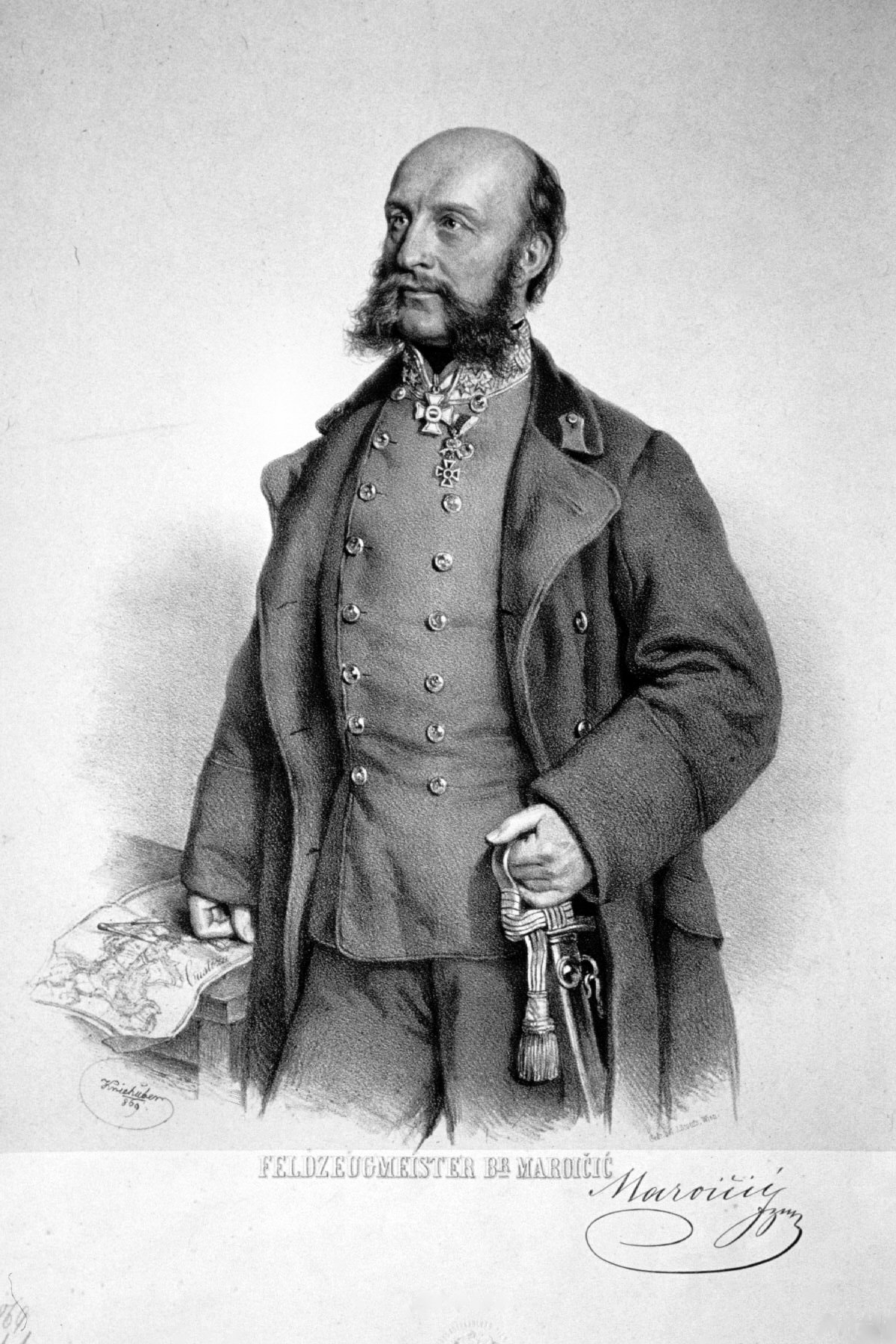
Josef Maroičić (1812-1890) ebbe il comando del 7º Corpo austriaco che portò l’assalto finale a Custoza.

Le forze austriache integravano la cosiddetta "Armata del Sud", locuzione con cui si indicavano le truppe di stanza nei territori della Pianura Padana e delle altre aree del quadrante meridionale.
Le unità da campo dell'arciduca Alberto erano le seguenti:
- 5º Corpo d'armata, comandato da Gabriel Joseph Freiherr von Rodich (1812-1890) con 3 brigate;
- 7º Corpo d'armata, comandato da Joseph Freiherr von Maroičić di Madonna del Monte (1812-1882) con 3 brigate;
- 9º Corpo d'armata, comandato da Ernst Ritter von Hartung con 3 brigate;
- Divisione di fanteria di riserva, comandata da Rupprecht con 2 brigate;
- Riserva di cavalleria con 2 brigate;
- Corpo del Tirolo, con l'8ª Divisione[7], comandato da Franz Kuhn von Kuhnenfeld[8][9].

## La battaglia

### Le truppe di La Marmora passano il Mincio
L'arciduca Alberto, temendo che gli italiani puntassero al medio corso dell'Adige da ovest, dispose per il giorno 24 giugno 1866 che tutta l'armata si portasse, dall'area di Verona e di Peschiera, a ovest e sud per occupare la zona collinare morenica che inizia da Sommacampagna per estendersi a occidente verso il Mincio. Da lì l'armata avrebbe dovuto attaccare il nemico sul fianco sinistro.
Da parte italiana si erano avute notizie di movimenti da Verona, ma esse non erano state trasmesse al comando supremo. Tutti erano persuasi, quindi, che gli austriaci si tenessero sulla difensiva, dietro l'Adige. Per il 24 giugno La Marmora dispose per il 1º Corpo di Durando che la 2ª Divisione (Pianell) rimanesse dietro il Mincio a sorvegliare Peschiera, e le altre 3 avanzassero oltre il fiume: la 1ª Divisione (Cerale) a circuire Peschiera dalla riva sinistra del Mincio, e le altre due a conquistare la zona collinare obiettivo anche degli austriaci e avvicinarsi a Verona. Al centro il 3º Corpo di Della Rocca avrebbe occupato sia l'orlo collinare orientale (da Sommacampagna a Custoza), sia la sottostante piana di Villafranca. Infine, all'ala destra dell'armata di La Marmora, il 2º Corpo di Cucchiari, doveva passare il Mincio con 2 divisioni in modo da aggirare Mantova da nord e con altre 2 divisioni dispiegarsi da Curtatone a Borgoforte sul Po, 13 km a sud di Mantova. Complessivamente lo schieramento italiano si presentava piuttosto discontinuo, troppo esteso e con scarse riserve.
Delle 12 divisioni di La Marmora solo 6 si vennero a trovare di fronte al nemico che, compatto e meglio diretto, avanzava verso di loro: 50 000 soldati italiani contro 70 000 dell'arciduca Alberto. Tuttavia, alcune fonti austriache parlano di 90 000 italiani e 75 000 austriaci; senza però distinguere fra presenti sul campo e partecipanti attivamente alla battaglia.

### L'incontro dei due eserciti (ore 6,00-10,30)

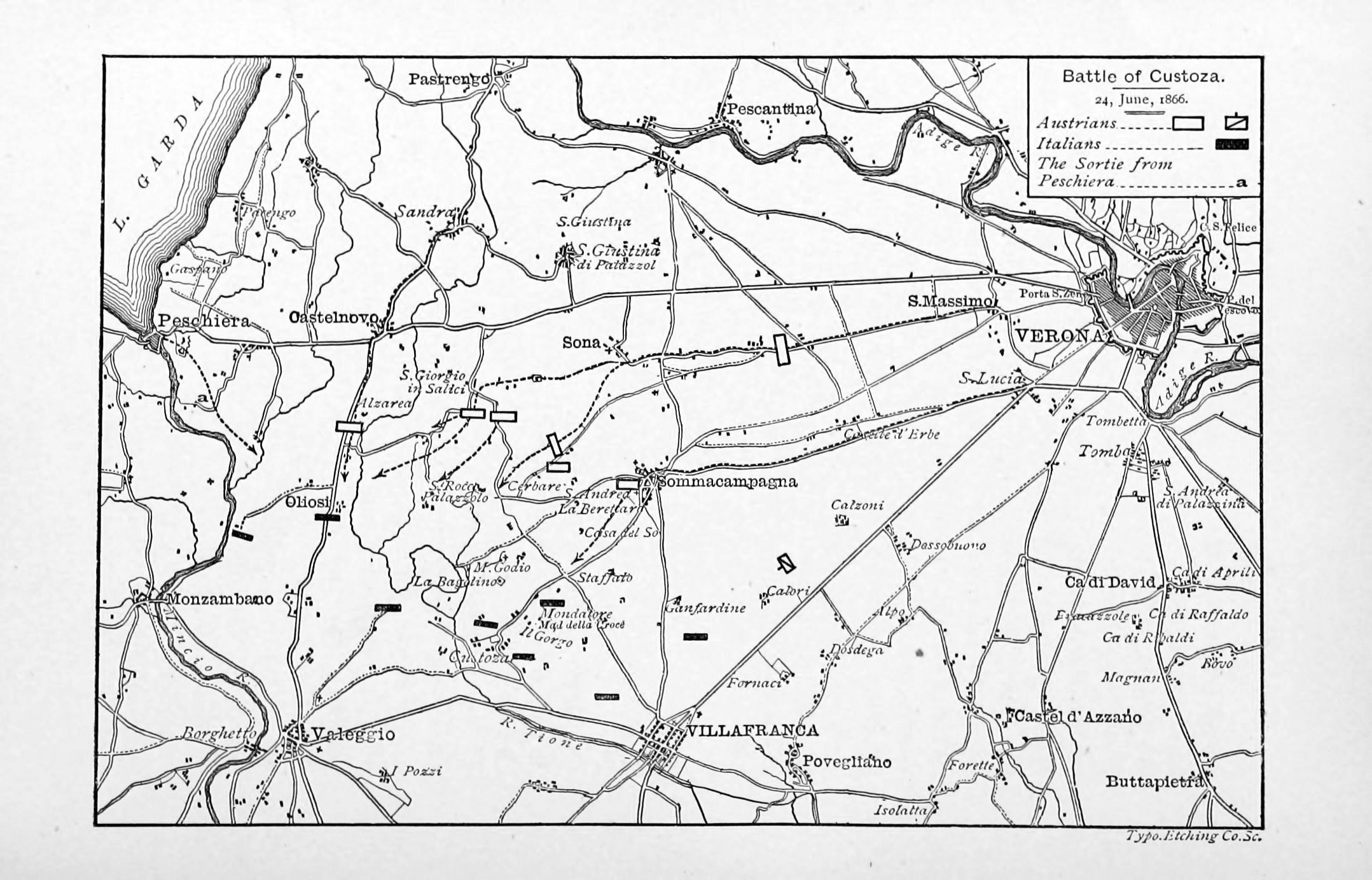
L’avanzata delle truppe austriache da nord sorpresero La Marmora che aveva immaginato l’attacco principale da sud, nella piana di Villafranca. Qui si verificarono invece solo puntate della cavalleria austriaca.

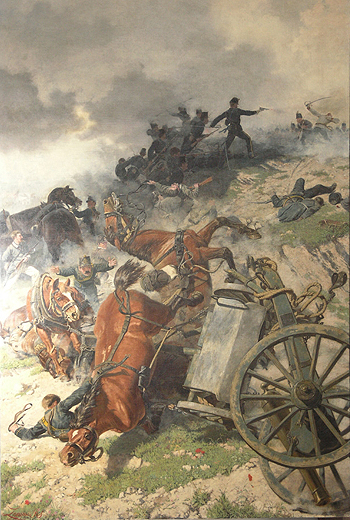
Il capitano Roberto Perrone di San Martino difende i suoi cannoni a nord di Custoza. Riceverà la medaglia d'oro al valor militare.

Il 24 giugno 1866, sotto Peschiera, l'avanguardia della 5ª Divisione (Sirtori) del 1º Corpo d'armata incontrò poco dopo le 6 elementi avversari e continuò ad avanzare fino a Oliosi (oggi frazione di Castelnuovo del Garda) dove si accese un aspro combattimento. Intervenne la 1ª Divisione (Cerale) che respinse gli austriaci e avanzò oltre Oliosi. Ma gli austriaci contrattaccarono con forze sempre più numerose. Da parte italiana morì il generale Onorato Rey di Villarey, comandante della Brigata “Pisa” della 1ª Divisione, e lo stesso Cerale rimase gravemente ferito. Dopo 4 ore di combattimenti la 1ª Divisione era in ritirata, ma il comandante del 1º Corpo, Durando, impiegando le sue riserve fece occupare la collina del Monte Vento (un'altura a ovest separata dal complesso morenico) bloccando l'avanzata austriaca. Alle 6,30 La 5ª Divisione nella sua avanzata verso Santa Lucia del Tione (fra Oliosi a nord e Custoza a sud) respinse il nemico continuando ad avanzare. Ma anche qui gli austriaci si fecero sempre più numerosi e si susseguirono attacchi e contrattacchi: le due divisioni italiane, che combattevano separate, disponevano complessivamente di 16 000 uomini e 24 cannoni, contro i 32 000 uomini e i 64 pezzi del 5º Corpo e della divisione di riserva austriaci.
Al centro dello schieramento italiano, intanto, erano avanzate in pianura la 7ª Divisione (Bixio) e la 16ª (Umberto di Savoia) del 3º Corpo d'armata. Entrambe fra le 6,30 e le 7 si erano spinte fuori Villafranca dove erano state attaccate da una brigata di cavalleria austriaca che alle 9,30 veniva definitivamente respinta subendo gravi perdite. Alla loro sinistra la 3ª Divisione (Brignone) del 1º Corpo veniva deviata da La Marmora e occupava le colline di Monte Torre e Monte Croce (a nord-est di Custoza): verso le 9 subiva un violento attacco del 9º Corpo austriaco che veniva respinto con gravi perdite. Iniziò allora una serie di attacchi e contrattacchi durante i quali fu ferito all'addome Amedeo di Savoia (terzogenito di Vittorio Emanuele II) comandante della Brigata “Granatieri di Lombardia” della 3ª Divisione. Anche qui, nella parte orientale della zona collinare, le forze austriache aumentarono e dopo 2 ore di lotta accanita, la divisione di Brignone venne sopraffatta. Dopo il successo, gli austriaci però ripiegarono lasciando 2 soli battaglioni a Monte Torre e a Monte Croce; e allora elementi della 8ª Divisione (Cugia), appena sopraggiunti, riconquistarono verso le 10,30 le due colline. A quest'ora la battaglia ebbe una sosta: a nord (ala sinistra dello schieramento italiano) gli austriaci erano stati fermati davanti a Monte Vento e al ciglione di Santa Lucia sul Tione, e al centro le posizioni a nord-est di Custoza erano state riconquistate.

### La lotta per le colline moreniche (ore 11-21,30)

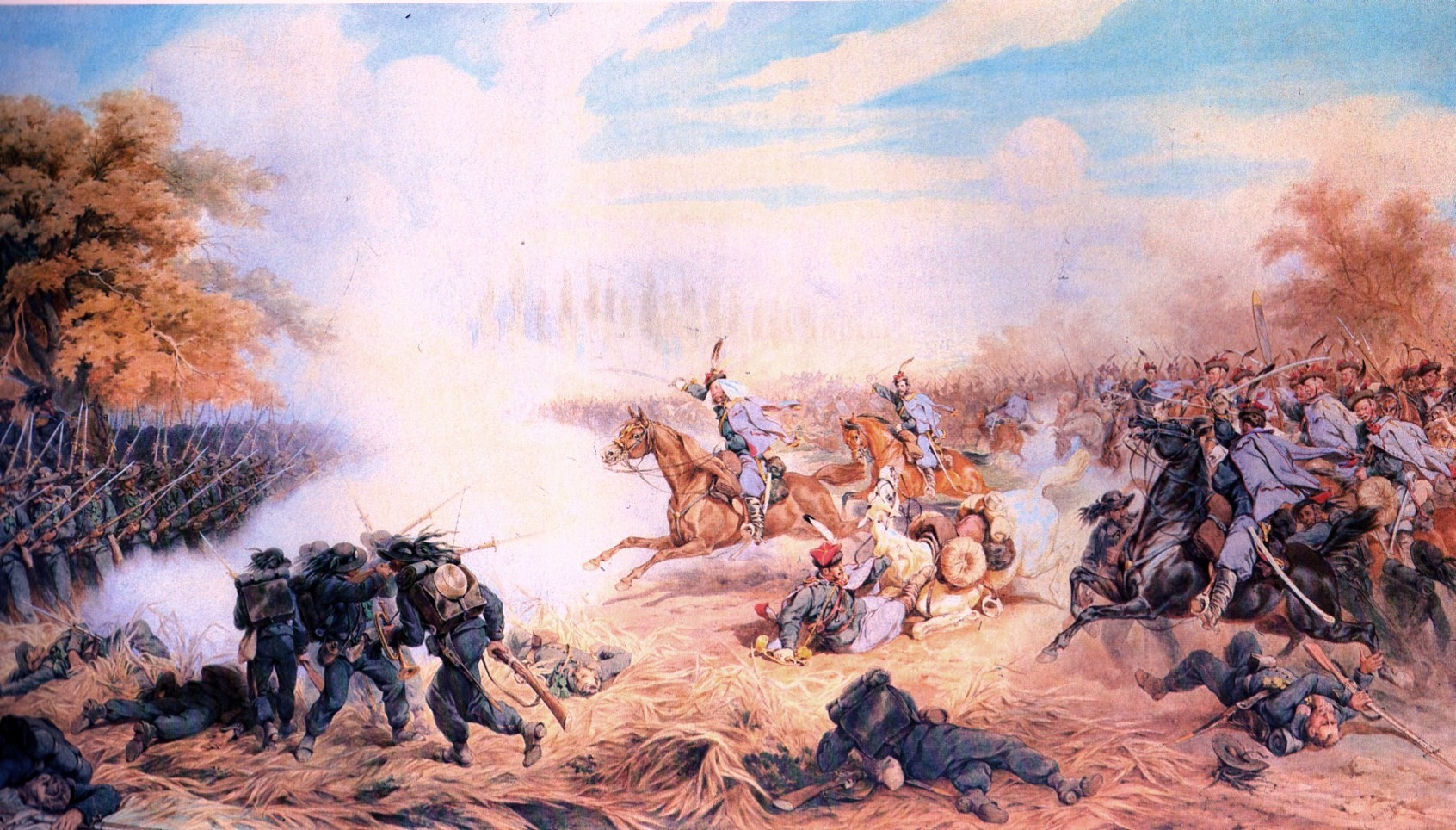
Il 13º Reggimento Ulani carica a Villafranca i bersaglieri del 3º Corpo italiano. Sarà respinto subendo gravi perdite.

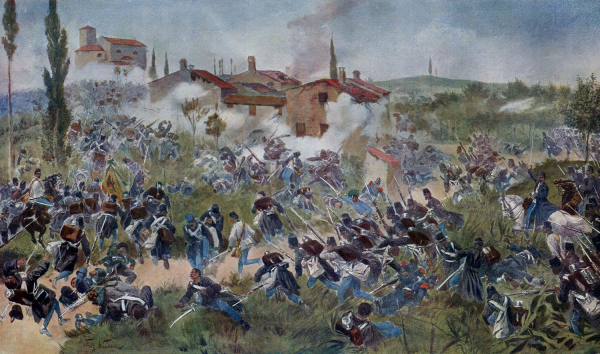
La ricostruzione dell'attacco finale austriaco a Oliosi.

Intorno alle 11, alla sinistra dello schieramento italiano, il generale Pianell della 2ª Divisione, che aveva avuto l'ordine di rimanere in osservazione di Peschiera, accortosi della situazione critica del resto del 1º Corpo, prese l'iniziativa e con la Brigata “Aosta” attaccò le forze austriache che cercavano di aggirare Monte Vento da nord e raggiungere Valeggio per avvolgere gli italiani. L'intervento di Pianell fu risolutivo: gli austriaci si arrestarono e ripiegarono a nord su Salionze. Intorno a Monzambano, inoltre, reparti della Brigata “Siena” della stessa 2ª Divisione intrappolarono e catturarono circa 600 soldati nemici.
Durando, nel frattempo, era stato ferito ad una mano e lascerà a Pianell il comando del 1º Corpo verso le 14. Intanto a Santa Lucia la 5ª Divisione (Sirtori) contrattaccava e ripassava il Tione, e alle 11,30 le alture di Custoza venivano riprese dalla 9ª Divisione (Govone) del 3º Corpo e dai resti della 3ª Divisione (Brignone). Il generale Govone chiese invano rinforzi al suo comandante Della Rocca che disponeva di 2 divisioni in pianura (7ª e 16ª), ma che aveva anche ricevuto l'ordine di La Marmora di «tener saldamente Villafranca». Alle 14,30 la 5ª Divisione veniva di nuovo attaccata da forze soverchianti del 5º Corpo austriaco che alle 15 conquistarono Santa Lucia e poi Monte Vento. L'arciduca Alberto, preparò allora l'attacco finale contro Custoza dove resisteva la 9ª Divisione di Govone. Costui alle 16 ne avvertì Della Rocca che rispose di volersi mettere in contatto con La Marmora. Alla stessa ora venne sferrato l'attacco risolutivo da parte del 7º Corpo e parte del 9°: 15 000 austriaci avanzarono contro 8 o 9 000 italiani, che, a causa della disorganizzazione, erano digiuni dal giorno prima. Cadde dapprima il Monte Croce, quindi il cerchio iniziò a chiudersi su Govone, che rimase ferito. Alle 17,00 Custoza era perduta, ma i difensori continuarono a combattere fin quasi alle 19,00.
Govone riuscì a ritirarsi e portare la sua divisione a Valeggio, dove giunse a mezzanotte. Le altre 3 divisioni del 3º Corpo italiano ripiegarono su Goito protette dalla 7ª Divisione (Bixio) che dopo le 18 respinse vari attacchi di cavalleria e solo alle 21,30 abbandonò Villafranca. Gli austriaci, spossati, con gravi perdite, non inseguirono il nemico. L'arciduca Alberto, nel suo rapporto sulla battaglia scrisse:
(Alberto d'Asburgo-Teschen, Dal rapporto ufficiale della battaglia di Custoza del 24 giugno 1866)
Quanto alle perdite, gli italiani contarono 714 morti e 2 576 feriti; gli austriaci 1 170 morti e 3 984 feriti. Ma i dispersi e i prigionieri italiani furono 4 101, mentre quelli austriaci furono 2 802.

## La ritirata italiana dietro l'Oglio e il Panaro

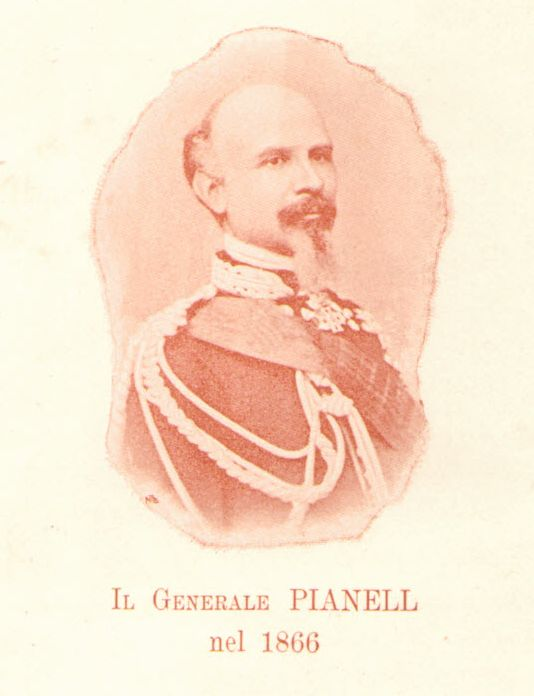
Durante la battaglia la 2ª Divisione di Pianell sventò l'aggiramento delle posizioni italiane e catturò 600 austriaci.

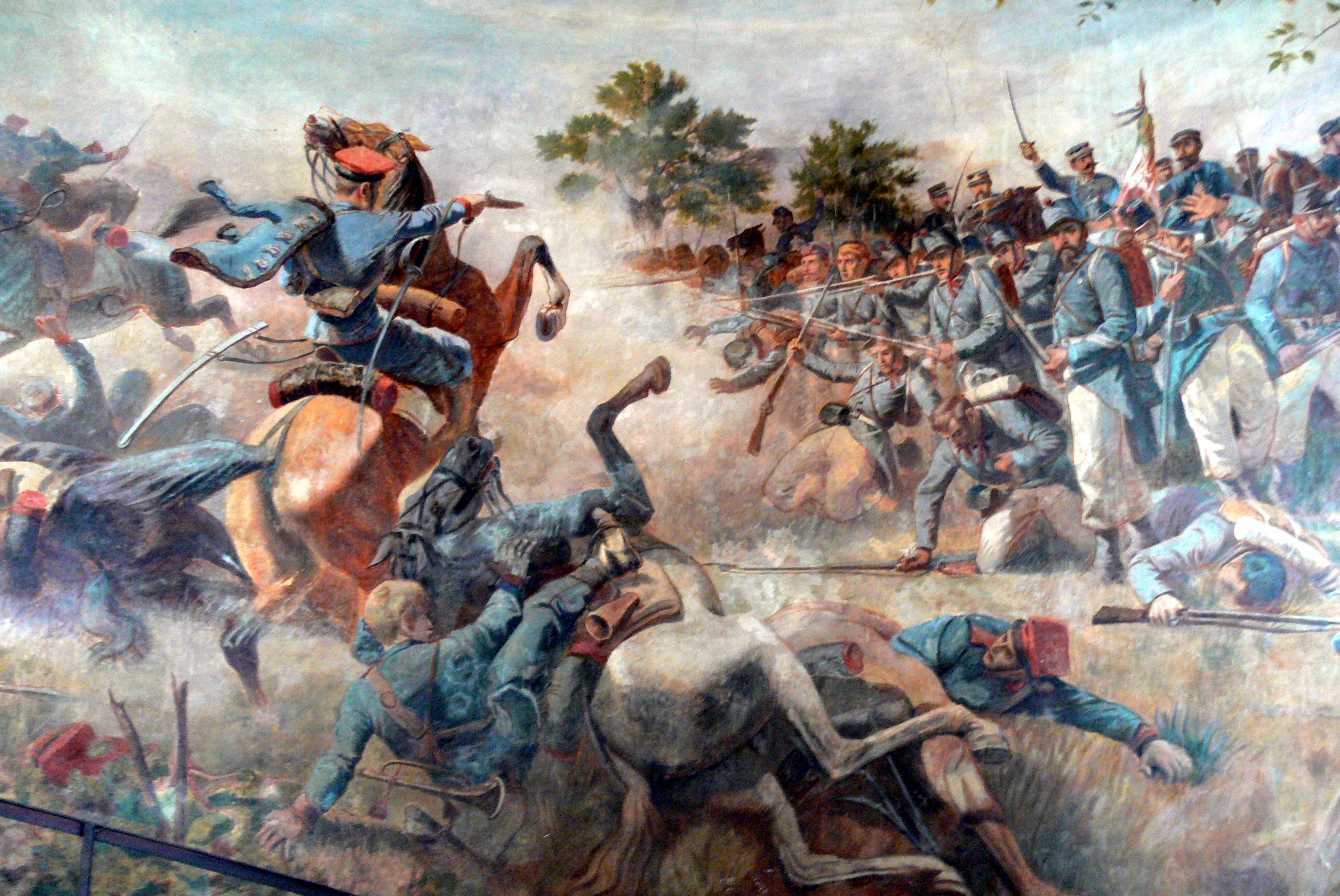
La fanteria italiana fa quadrato attorno a Umberto di Savoia, comandante della 16ª Divisione, e respinge una carica di cavalleria austriaca nella piana di Villafranca.

La sconfitta di Custoza non fu di per sé grave, lo divenne per gli avvenimenti successivi. Il capo di stato maggiore La Marmora ritenne il 1º Corpo e una parte del 3° non più in grado di ricostituirsi, paventando l'ipotesi di una manovra aggirante degli austriaci da nord oltre il Mincio. Di conseguenza fece saltare tutti i ponti sul fiume e ordinò per la sua armata un ripiegamento fino al basso Oglio. Vittorio Emanuele II, intanto, nel pomeriggio del 24 giugno, mentre ancora a Custoza si combatteva, aveva telegrafato al comandante delle forze sul Po, Cialdini, di passare immediatamente all'azione avanzando, ma questi gli rispose che l'avrebbe fatto l'indomani, secondo i piani prestabiliti.
Il 25 giugno Cialdini, ancora indeciso, ricevette nel pomeriggio il telegramma di La Marmora: «Austriaci gittatisi con tutte le forze contro corpi Durando e La Rocca li hanno rovesciati. Non sembra finora inseguano. Stia quindi all'erta. Stato armata deplorevole, incapace agire per qualche tempo, 5 divisioni essendo disordinate». A questo punto Cialdini rinunciò definitivamente a passare il Po, iniziando a sua volta la ritirata della sua armata sulla sponda sinistra del fiume Panaro. Il 26 mattina, La Marmora chiese a Cialdini di non abbandonare le sue posizioni ricevendone un rifiuto. Il capo di stato maggiore diede allora le dimissioni che sia il Re che il governo respinsero. Dopo un incontro fra i due generali, avvenuto il 29 giugno, finalmente Cialdini decise essere venuto il momento di passare il Po, non prima, tuttavia, di aver espugnato la testa di ponte austriaca di Borgoforte (sul fiume, 10 km a sud di Mantova). Il 5 luglio iniziò l'assedio della fortezza che, contrariamente alle previsioni, si protrasse fino al 18 luglio.

## Le responsabilità della sconfitta sul campo

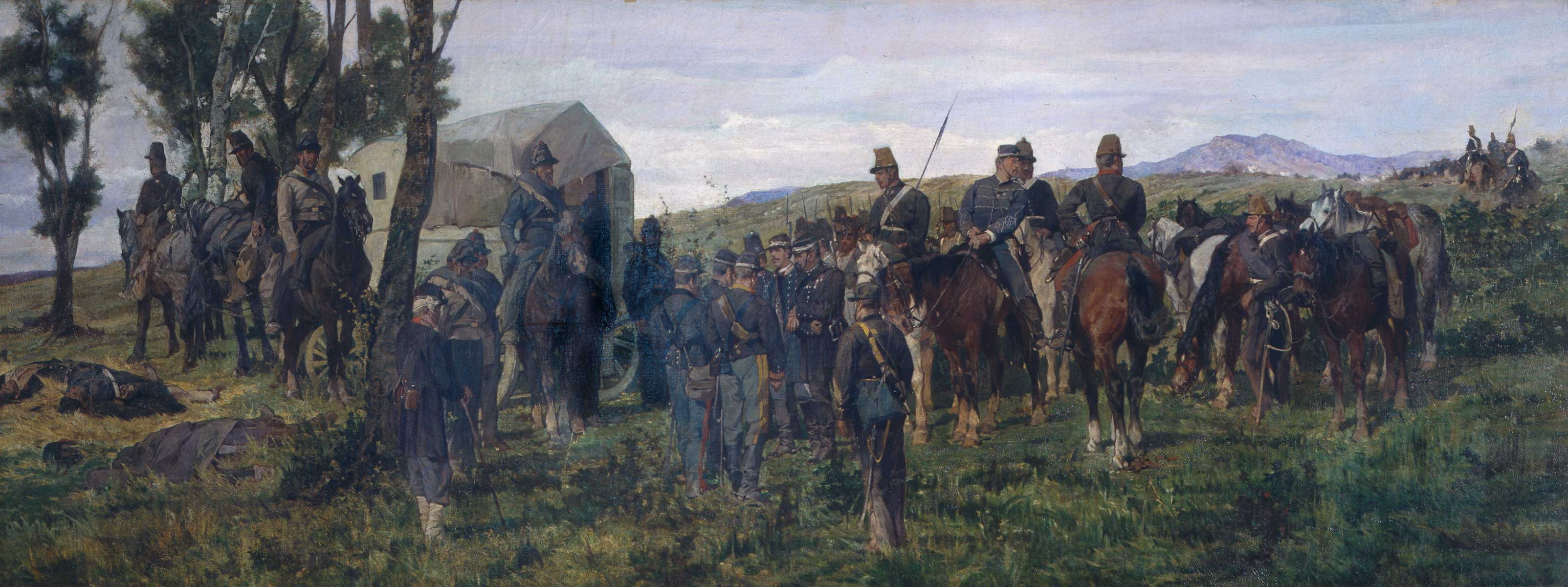
Il principe Amedeo di Savoia, ferito, viene accompagnato all’ambulanza.

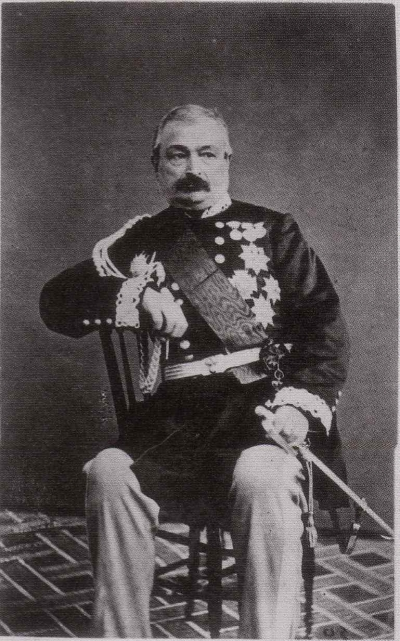
Il 1º Corpo di Giovanni Durando subì il peso maggiore dell’assalto austriaco a Custoza.

Italiani e austriaci si incontrarono verso le 6,30 del mattino del 24 giugno 1866. La battaglia proseguì sempre più violenta, e alle 10,30 ebbe una sosta. Gli austriaci erano stati respinti e le sorti dello scontro erano ancora incerte. Le posizioni sulle colline moreniche della zona erano tenute dagli italiani, ma La Marmora, al contrario di Vittorio Emanuele II, valutò che la minaccia principale venisse dalla pianura. Così che quando l'artiglieria austriaca iniziò a colpire le colline, il Re disse a La Marmora: «Glielo avevo pur detto io!» e il generale: «Vostra Maestà ha giusto il dire, ma bisognerebbe saper tutto».
Le colline moreniche si estendono a sud del Lago di Garda fino a Sommacampagna a nord e Custoza a sud. Dopo di che, ad est si apre la pianura dove si trova Villafranca. Tra le colline moreniche e Villafranca due delle divisioni del Corpo del generale Enrico Della Rocca si erano posizionate in pianura e avevano respinto un attacco austriaco. Poiché La Marmora considerava questo il punto debole del suo schieramento alle 9 parlò a Della Rocca destinandogli la divisione di cavalleria di riserva e ordinandogli di «tener fermo» sulle sue posizioni. Fu uno degli errori più gravi della giornata.
La Marmora pensò infatti che lo sforzo del nemico si concentrasse tra Custoza e Villafranca, mentre, ripresa la battaglia, si concentrò su Custoza e a nord-ovest di quest'ultima, non a sud-est. Resosi conto della situazione, Vittorio Emanuele II raggiunse Della Rocca esortandolo a contrattaccare il nemico con le due divisioni inutilizzate davanti Villafranca e con la divisione di cavalleria, ma il generale gli obiettò l'ordine di La Marmora di «tener fermo».
La Marmora capì la gravità della situazione quando si accorse delle truppe delle divisioni sulle colline moreniche a nord-ovest di Custoza che via via si ritiravano in ordine sparso verso il Mincio, mentre il carreggio ingombrava le strade. Tornatosene a Valeggio il generale ricevette l'impressione di una rotta sempre più grave: lo si udì mormorare «Che disfatta! Che catastrofe! Nemmeno nel '49!». Decise di raggiungere Oliosi, dove imperversava la lotta, ma la strada era ingombra e ripiegò allora, allontanandosi dal teatro della battaglia senza lasciare ordini, verso Goito dove giunse fra le 13,30 e le 14 per assicurarsi il ponte sul Mincio e organizzare la ritirata.
Dove imperversava la lotta, invece, contravvenendo agli ordini di La Marmora (che erano di presidiare Peschiera), il generale (ex borbonico) Giuseppe Salvatore Pianell lanciava parte della sua divisione contro gli austriaci fermando, a nord-ovest, quella manovra avvolgente che probabilmente La Marmora aveva pensato si potesse svolgere a sud-est (nella pianura di Villafranca). L'azione di Pianell non evitò la sconfitta, ma forse evitò la catastrofe.

## Le responsabilità del mancato contrattacco

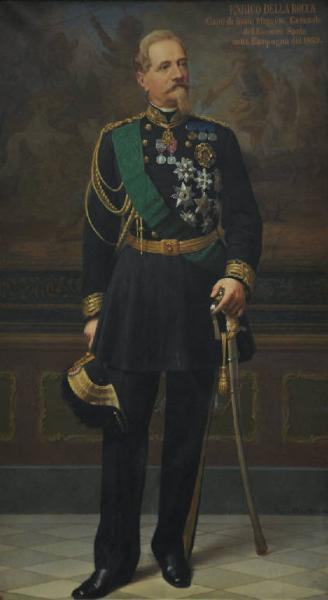
Enrico Della Rocca, nonostante le insistenze del Re, non mosse le sue truppe dalla pianura poiché aveva avuto ordine in tal senso da La Marmora.

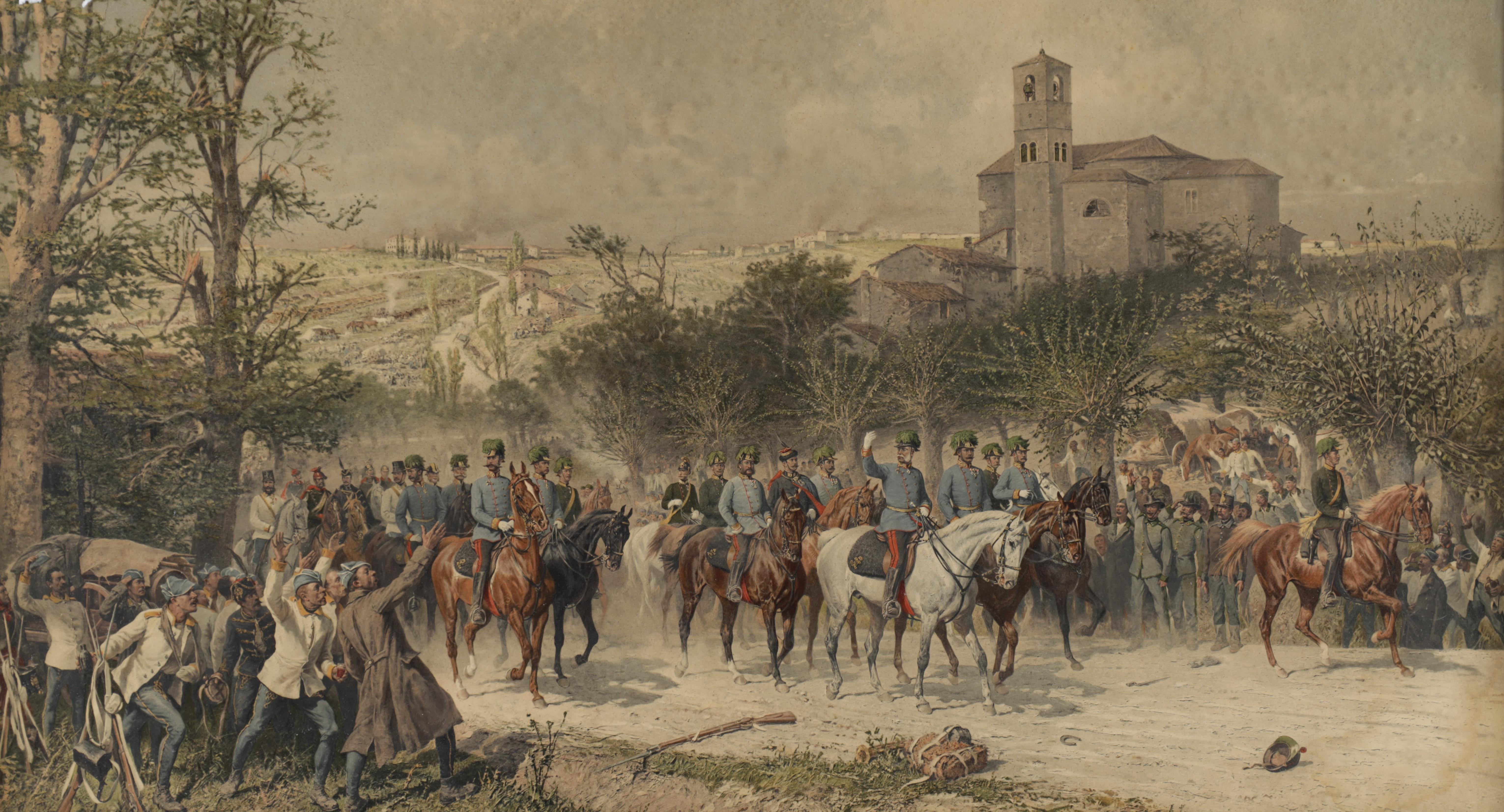
Il comandante delle forze austriache, l’arciduca Alberto, dopo la battaglia di Custoza.

Dopo la sconfitta La Marmora ritenne inservibili buona parte delle sue forze e non ritenne possibile mantenere la linea del Mincio temendo una manovra di aggiramento da nord. Per cui non solo i ponti sul fiume dopo la ritirata vennero fatti saltare, ma La Marmora la sera del 25 giugno pensò di far ritirare l'esercito dietro il Po e dietro l'Adda, e solo per la riprovazione del generale Govone e di alcuni altri si adattò a limitare la ritirata dietro l'Oglio.
D'altro canto il generale Cialdini, dopo aver ricevuto l'ordine di Vittorio Emanuele II il 24 di passare il Po, aveva risposto di passarlo l'indomani come previsto. Il giorno dopo però Cialdini ricevette da La Marmora il telegramma: «Austriaci gittatasi con tutte le forze contro Corpi [dei generali] Durando e [Del]La Rocca li hanno rovesciati. Non sembra finora inseguano. Stia quindi all'erta. Stato [mia] armata deplorevole, incapace agire per qualche tempo, 5 divisioni essendo disordinate». Ricevuto questo messaggio Cialdini rinunciò definitivamente a passare il Po; non solo, ma iniziò a sua volta la ritirata dietro il fiume Panaro.
Sul fronte prussiano, intanto, dopo la decisiva vittoria di Sadowa sull'Austria del 3 luglio, la Prussia si lamentò per la fiacca condotta di guerra dell'Italia, e il 13 Ricasoli volle incontrare Cialdini a Polesella. Il giorno dopo fu riunito il consiglio di guerra a Ferrara, presieduto da Vittorio Emanuele II e al quale intervennero Bettino Ricasoli, i principali ministri, La Marmora e Cialdini. Il consiglio stabilì che le armate sarebbero rimaste due, ma che a Cialdini, che ebbe il compito di raggiungere a marce forzate il fiume Isonzo, andavano 14 divisioni e a La Marmora, che ebbe il compito della retroguardia, solo 6.
Ritiratisi gli austriaci dalla prima linea in Veneto per la sconfitta subita a nord dai prussiani, Cialdini poté finalmente avanzare in modo spedito, ma non vi fu l'opportunità di una rivincita. Anzi, il prestigio dell'Italia fu ulteriormente scosso dalla sconfitta navale di Lissa del 20 luglio 1866.

## Consuntivo

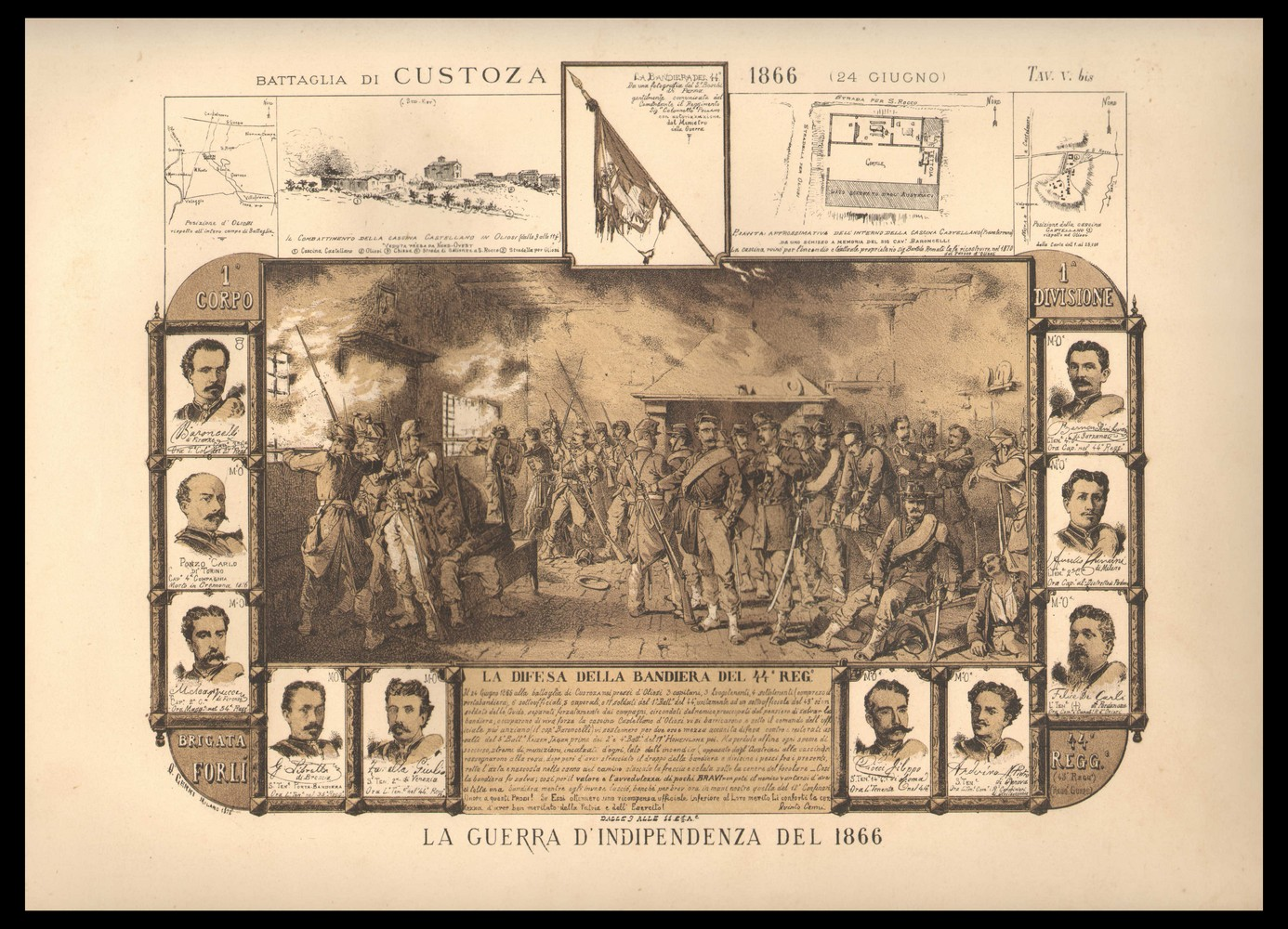
Una stampa italiana dell’epoca che celebra la resistenza del 44º Reggimento della Brigata “Forlì” della 1ª Divisione del 1º Corpo a Oliosi.

La battaglia suscitò subito un notevole interesse internazionale. Già il 28 giugno 1866 il Manchester Guardian pubblicò ampie osservazioni di Friedrich Engels il quale, oltre ad un resoconto giornalistico (affermò di aver voluto provare a mettere ordine nella confusione dei tanti telegrammi che riferivano degli eventi in modo caotico), rese anche delle valutazioni d'altro ordine.
Ben presto si pubblicarono saggi militari in cui si esaminavano professionalmente gli aspetti di strategia e di tattica considerati rilevanti. Fra questi quello di Cesare Rellica.
Nonostante la vittoria sugli Italiani, l'Austria fu costretta a domandare la pace a causa del successo delle truppe prussiane nella battaglia di Sadowa del 3 luglio 1866, durante la quale gli alleati dell'Italia sbaragliarono gli austriaci.

## Supporto esterno
Prima della battaglia, per rinsaldare la motivazione delle truppe, molti comuni italiani spontaneamente decisero di dedicare dei premi speciali, eminentemente in denaro, ai soldati che si fossero distinti per valore nella campagna che stava per iniziare. L'iniziativa si propagò villaggio dopo villaggio, sino al clamoroso premio promesso dal comune di Este, consistente in «lire 1000 per una volta a chi primo avrà piantato o pianterà la bandiera sopra un forte nemico»; sfida e montepremi effettivamente assai interessanti, se non fosse che la delibera fu emanata il 22 agosto, cioè da molto tempo ormai in tempo di pace. Oltre ai premi, in molti comuni si organizzarono strutture di assistenza ai feriti le quali ricevevano libere donazioni in denaro e beni fungibili dalla popolazione; i relativi atti erano pubblicati in Gazzetta Ufficiale, così verso la fine del mese di giugno si poté apprendere che il Comitato fiorentino di soccorso per i feriti in guerra, fra le tante offerte materiali ricevute, poté mettere a disposizione degli aventi diritto "libbre 20 di coka, pianta americana, eccellente come tonico e per le proprietà alimentari di cui è dotata".

## Nella cultura di massa
Nel romanzo Cuore di Edmondo de Amicis, il personaggio Coretti, che fa il rivenditore di legname, ricorda al figlio la battaglia di Custoza durante la quale aveva difeso assieme ai suoi compagni di fanteria l'erede al trono Umberto di Savoia da una carica di cavalleria austriaca. 15 anni dopo Umberto, divenuto re d'Italia, fa visita alla città di Coretti che, assieme a una folla festante, si precipita in strada con il figlio per vedere passare la carrozza reale. 
Custoza doveva chiamarsi, secondo il progetto originale, il film  Senso di Luchino Visconti ispirato ad una novella di Camillo Boito, che ha come cornice proprio le vicende legate alla Terza Guerra d'Indipendenza e che offre un eloquente spaccato di vita del mondo post-unitario e del decadimento di quel mondo antico che l'Impero asburgico incarna, attraverso la figura di un'aristocratica trentina. Scrive il regista «Dapprima l'avevo orientato in senso storico; volevo persino che si chiamasse Custoza, dal nome di una grande sconfitta italiana. Vi fu un grido di indignazione: la Lux, il ministro, la censura.».
Nel 2011, in occasione del 150º anniversario dell'Unità d'Italia, per la parata della Festa della Repubblica del 2 giugno a Roma, sfilò su un affusto di cannone anche il Tricolore di Oliosi. La storica bandiera risale alla terza guerra d'indipendenza e venne eroicamente salvata a Oliosi, oggi frazione del comune di Castelnuovo del Garda, dalla cattura delle truppe austriache durante la battaglia di Custoza.